# Ziziphus oenopolia
Ziziphus oenopolia là một loài thực vật có hoa trong họ Táo. Loài này được (L.) Mill. miêu tả khoa học đầu tiên năm 1768.